# Адам фон Бремен
Адам фон Бремен (на немски: Adam von Bremen; починал след 1081) е северногермански хронист, каноник и схоластик, или Magister scholarum.
Той е един от първите немски средновековни историци и географи. Автор е на „Дела на епископите от Хамбургската църква“ (Gesta Hammaburgensis ecclesiae pontificum), което съдържа сведения за историята на западните славяни. Невинаги обаче тези сведения са достоверни, защото авторът ги преписва от архивите на църквата или от различни средновековни автори.